# Andreas Ivanschitz
Andreas Ivanschitz, né le 15 octobre 1983 à Eisenstadt, est un footballeur autrichien jouant actuellement au FC Viktoria Plzeň. Il fut également le capitaine de la sélection autrichienne de 2003 à 2009.

## Biographie
Après plusieurs saisons au sein du Rapid Vienne, Ivanschitz rejoint l'ambitieux club du Red Bull Salzbourg, ce qui ne sera guère apprécié par les supporters de la capitale. Ne faisant pas partie des plans de l'entraineur du Red Bull Salzbourg, Giovanni Trapattoni, il est prêté durant deux ans au Panathinaïkos. 
Il s'impose immédiatement comme l'un des cadres de l'équipe grecque dès la première saison. Il est victime d'une rupture partielle des ligaments du genou droit au cours de l'été 2007, manquant la préparation et le début de sa seconde saison. À la fin de son prêt en juin 2008, il signe un contrat définitif le liant au club. Pourtant il n'obtient plus qu'un rôle de joker de luxe au sein du club grec et est pisté par plusieurs équipes allemandes.
En juillet 2009, il signe à Mayence 05 pour un prêt de deux ans évalué à 1,5 M€. La même année, revendiquant une place de titulaire perpétuelle en équipe nationale, il est exclu par Dietmar Constantini et ne fera sa réapparition sous le maillot nationale qu'en octobre 2011 par le nouveau sélectionneur, Marcel Koller. C'est sous Thomas Tuchel qu'il fut repositionné comme milieu récupérateur puis meneur de jeu, quittant ainsi son ancien rôle d'ailier gauche.
En fin de contrat avec le club rhénan en juin 2013, il signe un contrat de trois ans avec le club espagnol de Levante et découvrira, à 29 ans, un quatrième championnat différent.
Longtemps considéré comme le seul élément de classe internationale en équipe d'Autriche, l'ex-capitaine autrichien était surnommé le David Beckham d'Autriche, en référence à leur style de jeu similaire.

## Statistiques
| Saison  | Club               | Pays               | Division            | Championnat | Championnat | Championnat | Coupe nat. | Coupe nat. | Coupes continentale | Coupes continentale |
| Saison  | Club               | Pays               | Division            | Matchs      | Buts        | Assists     | Matchs     | Buts       | Matchs              | Buts                |
| ------- | ------------------ | ------------------ | ------------------- | ----------- | ----------- | ----------- | ---------- | ---------- | ------------------- | ------------------- |
| 1999-00 | Rapid Vienne       | Autriche           | 1.Bundesliga        | 1           | 0           | 0           | 0          | 0          | 0                   | 0                   |
| 2000-01 | Rapid Vienne       | Autriche           | 1.Bundesliga        | 14          | 2           | 0           | 1          | 0          | 0                   | 0                   |
| 2001-02 | Rapid Vienne       | Autriche           | 1.Bundesliga        | 24          | 1           | 0           | 1          |            | 0                   | 0                   |
| 2002-03 | Rapid Vienne       | Autriche           | 1.Bundesliga        | 36          | 5           | 9           | 2          | 0          | 0                   | 0                   |
| 2003-04 | Rapid Vienne       | Autriche           | 1.Bundesliga        | 25          | 7           | 5           | 2          | 1          | 0                   | 0                   |
| 2004-05 | Rapid Vienne       | Autriche           | 1.Bundesliga        | 29          | 5           | 10          | 3          | 1          | 2                   | 0                   |
| 2005-06 | Rapid Vienne       | Autriche           | 1.Bundesliga        | 18          | 5           | 9           | 0          | 0          | 8                   | 0                   |
| -       | Red Bull Salzbourg | Autriche           | 1.Bundesliga        | 12          | 1           | 6           | 0          | 0          | -                   | -                   |
| 2006-07 | Panathinaikos      | Grèce              | Super League        | 26          | 4           | 5           | 0          | 0          | 7                   | 0                   |
| 2007-08 | Panathinaikos      | Grèce              | Super League        | 27          | 5           | 4           | 0          | 0          | 5                   | 0                   |
| 2008-09 | Panathinaikos      | Grèce              | Super League        | 18          | 3           | 4           | 1          | 0          | 6                   | 1                   |
| 2009-10 | FSV Mainz          | Allemagne          | 1.Bundesliga        | 27          | 6           | 7           | 1          | 0          | 0                   | 0                   |
| 2010-11 | FSV Mainz          | Allemagne          | 1.Bundesliga        | 20          | 3           | 2           | 1          | 0          | 0                   | 0                   |
| 2011-12 | FSV Mainz          | Allemagne          | 1.Bundesliga        | 26          | 6           | 4           | 1          | 1          | 2                   | 0                   |
| 2012-13 | FSV Mainz          | Allemagne          | 1.Bundesliga        | 30          | 7           | 5           | 3          | 2          | 0                   | 0                   |
| 2013-14 | Levante UD         | Espagne            | Primera Division    | 29          | 2           | 5           | 2          | 1          | 0                   | 0                   |
| 2014-15 | Levante UD         | Espagne            | Primera Division    | 20          | 1           | 3           | 0          | 0          | 0                   | 0                   |
| 2015    | Seattle Sounders   | États-Unis         | Major League Soccer | 9           | 2           | 2           | 0          | 0          | 0                   | 0                   |
| 2016    | Seattle Sounders   | États-Unis         | Major League Soccer | 31          | 3           | 7           | 0          | 0          | 2                   | 0                   |
| 2016-17 | Viktoria Plzn      | République tchèque | HET Liga            | 8           | 3           | 0           | 0          | 0          | 0                   | 0                   |
| 2017-18 | Viktoria Plzn      | République tchèque | HET Liga            | 0           | 0           | 0           | 0          | 0          | 0                   | 0                   |
| TOTAL   | TOTAL              | Autriche           | Bundesliga          | 160         | 26          | 39          | 9          | 2          | 10                  | 0                   |
| TOTAL   | TOTAL              | Grèce              | Super League        | 67          | 10          | 13          | 1          | 0          | 18                  | 1                   |
| TOTAL   | TOTAL              | Allemagne          | Bundesliga          | 102         | 22          | 18          | 6          | 3          | 2                   | 0                   |
| TOTAL   | TOTAL              | Espagne            | Primera Division    | 49          | 3           | 8           | 2          | 1          | 0                   | 0                   |
| TOTAL   | TOTAL              | États-Unis         | Major League Soccer | 40          | 5           | 9           | 0          | 0          | 2                   | 0                   |

## Palmarès
- Rapid Vienne
  - Vainqueur du Championnat d'Autriche : 2005
- Seattle Sounders
  - Vainqueur de la Coupe de la MLS : 2016

### Distinctions
- Élu meilleur joueur autrichien de l'année en 2003